# 罗宾汉花园

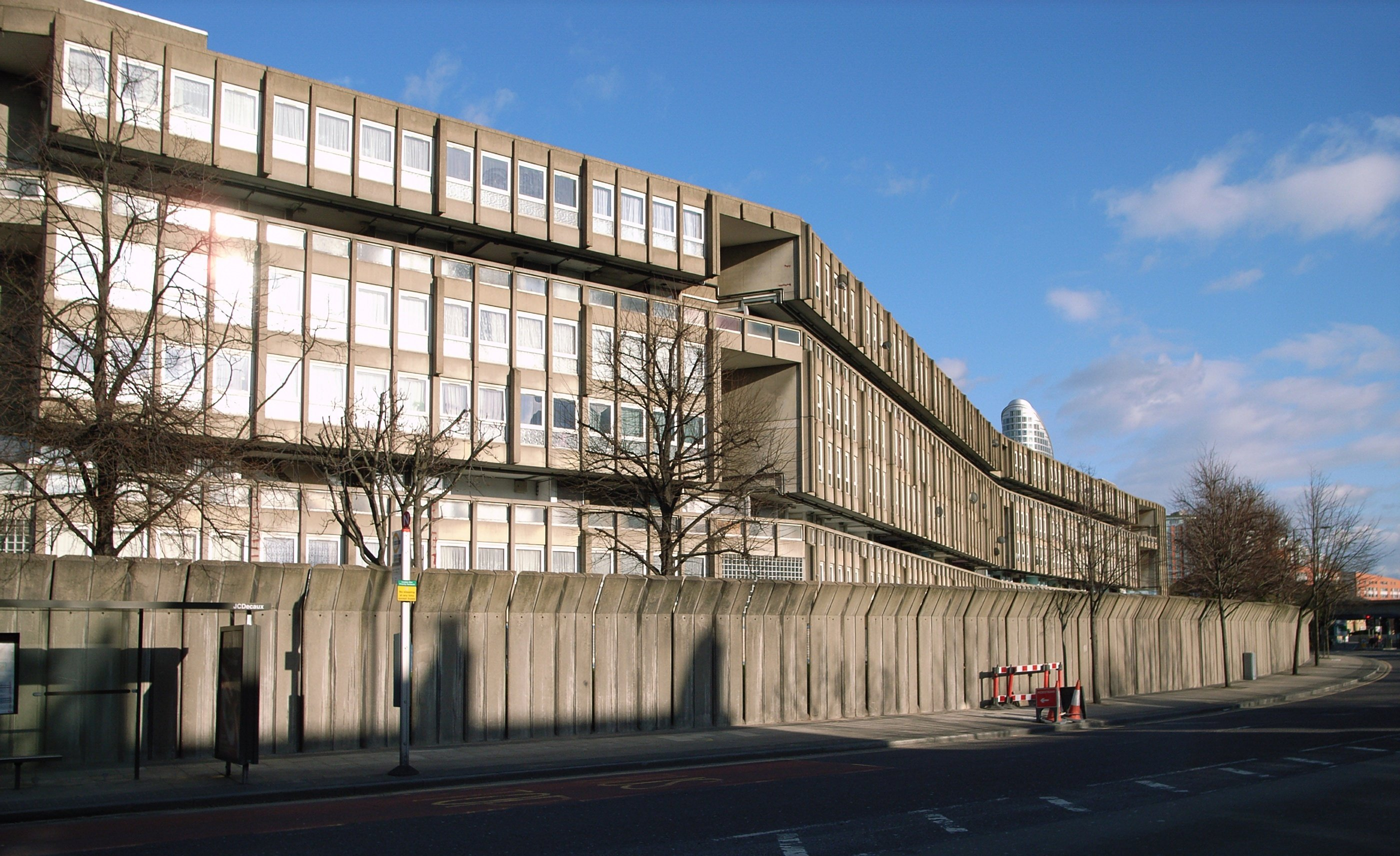
罗宾汉花园

罗宾汉花园是一个住宅区，位于伦敦波普勒，1972年建成，包括东西两栋楼，东楼10层，西楼7层，共213个单元，由史密森夫妇设计，其中包括多条“空中街道”，它们本来设计为给居民活动的公共空间，但后来成为犯罪者的据点。西楼于2017年拆除，东楼计划于2019年拆除。